# Liga Republicii Centrafricane
Liga Republicii Centrafricane, este primul eșalon din sistemul competițional fotbalistic din Republica Centrafricană.

## Echipele sezonului 2009
- Anegrée freese du 6ème Arrondissement
- AS Tempête Mocaf
- Asset Gobongo
- Association Sportive Tongolo
- Castel Foot
- Club Avenir
- Diplomates Football Club du 8ème Arrondissment (DFC 8)
- Espérance du 5ème Arrondissement
- Les Anges de Fatima
- Stade Centrafricain Tocages (SCAF)

## Foste campioane
| - 1968 : US Cattin - 1969 : necunoscut - 1970 : necunoscut - 1971 : Réal Olympique Castel - 1972 : necunoscut' - 1973 : Réal Olympique Castel - 1974 : ASDR Fatima - 1975 : Réal Olympique Castel - 1976 : AS Tempête Mocaf - 1977 : SCAF Tocages - 1978 : ASDR Fatima - 1979 : Réal Olympique Castel - 1980 : USCA - 1981 : Publique Sportive Mouara - 1982 : Réal Olympique Castel | - 1983 : ASDR Fatima - 1984 : AS Tempête Mocaf - 1985 : SCAF Tocages - 1986 : Publique Sportive Mouara - 1987 : necunoscut - 1988 : ASDR Fatima - 1989 : SCAF Tocages - 1990 : AS Tempête Mocaf - 1991 : FACA - 1992 : USCA - 1993 : AS Tempête Mocaf - 1994 : AS Tempête Mocaf - 1995 : FACA - 1996 : AS Tempête Mocaf - 1997 : AS Tempête Mocaf | - 1999 : AS Tempête Mocaf - 2000 : Olympic Real de Bangui - 2001 : Olympic Real de Bangui - 2002 : anulat - 2003 : AS Tempête Mocaf - 2004 : Olympic Real de Bangui - 2005 : Les Anges de Fatima - 2006 : necunoscut - 2007 : necunoscut - 2008 : Stade Centrafricain - 2009 : AS Tempête Mocaf |  |

## Performanțe după club
| Club                     | Oraș   | Titluri | Ultimul titlu |
| ------------------------ | ------ | ------- | ------------- |
| AS Tempête Mocaf         | Bangui | 10      | 2009          |
| Olympic Real de Bangui   | Bangui | 8       | 2004          |
| Les Anges de Fatima      | Bangui | 4       | 2005          |
| SCAF Tocages             | Bangui | 3       | 1989          |
| FACA                     | Bangui | 2       | 1995          |
| Publique Sportive Mouara | Bangui | 2       | 1986          |
| USCA                     | Bangui | 2       | 1992          |
| US Cattin                | Bangui | 1       | 1968          |
| Stade Centrafricain      | Bangui | 1       | 1968          |